# ديميتري غريغورينكو
ديمتري يوريفيتش غريغورينكو (بالروسية: Дми́трий Ю́рьевич Григоре́нко) (من مواليد 14 يوليو 1978)، هو سياسي روسي، تم انتخابه نائباً لرئيس وزراء الاتحاد الروسي وتولى منصب رئيس أركان الحكومة في يناير 2020.
وُلد في نيجنفارتوفسك، تيومين أوبلاست. تخرج من جامعة ولاية كوبان ومعهد الاقتصاد في معهد كوبان لريادة الأعمال الدولية والإدارة في تخصص متخصص في التمويل.

## المسار المهني والوظيفي
عمل في التفتيش الضريبي في عام 2000 كمتخصص، ورئيس مفتش الضرائب بالولاية للمفتشية الأقاليمية لأكبر دافعي الضرائب، وتم نقله لاحقاً إلى وزارة الضرائب والتحصيل في عام 2003 حيث عمل كرئيس لمفتش الضرائب بالولاية لقسم التحليل الموجز للإدارة. ضرائب الأرباح، يعمل أيضاً في دائرة الضرائب الفيدرالية كنائب رئيس قسم التحليل، ورئيس قسم الضرائب للمنظمات التجارية والمحاسبة الضريبية لإدارة ضرائب الأرباح حتى عام 2008 حيث تم تعيينه رئيساً لقسم الدخل الإداري ضريبة المؤسسات التجارية والمحاسبة الضريبية لإدارة الدخل الضريبي الإداري حتى عام 2012 كان رئيساً لقسم ضريبة الدخل وأنماط الضرائب الخاصة وفي عام 2013 كان رئيس قسم الضرائب في دائرة الضرائب الفيدرالية ثم شغل لاحقاً منصب نائب مدير الضرائب الفيدرالية الخدمة من أكتوبر 2013 قبل أن يصبح نائباً لرئيس مجلس الوزراء ورئيساً لاتحاد الحكومة في يناير 2020.
في مايو 2020، انضم إلى مجلس الإشراف في بنك VTB ليحل محل أنطون سيلوانوف في ثاني أكبر بنك في روسيا، وهو المنصب الذي سيشغله في سبتمبر 2020.